# Rød eskallonia
Rød Eskallonie (Escallonia rubra) er en lille, løvfældende busk med en tæt forgrenet vækstform. Hovedgrenene er oprette, mens sidegrenene er overhængende.

## Beskrivelse
Barken er først rød og ruhåret. Den bliver senere brun og prikket og til sidst grå og opsprækkende. Knopperne er spredte og ovale med fint takket kant på den yderste halvdel. Bladene er elliptiske. Oversiden er blank og mørkegrøn, mens undersiden er en del lysere. Blomsterne sidder i korte klaser fra bladhjørnerne. De enkelte blomster er mørkerøde og femtallige. Kronbladene er sammenvoksede til et kort rør. Frugterne er kapsler med frø, som ikke modner her i landet.
Rodnettet er trevlet og noget svagt de første år. Senere dannes der kraftige hovedrødder, der ligger højt i jorden.
Højde x bredde og årlig tilvækst: 1 x 1 m (10 x 10 cm/år), efter hårde vintre kan tilvæksten dog være på 50 cm!. Målene kan anvendes ved udplantning.

## Hjemsted
Busken forekommer på Andesbjergenes skråninger i det sydlige Chile og Argentina helt ned til Ildlandet, hvor den gror i krat og åben skov, bl.a. sammen med Hæk-Fuksia, Berberis buxifolia, B.darwinii og B.empetrifolia.
| Portal | Portal:Botanik |

## Note
1. ↑  Denne orden er oprettet i det fylogenetiske system i og med APG III systemet fra 2009